# Suphisellus curtus
Suphisellus curtus är en skalbaggsart som först beskrevs av Sharp 1882.  Suphisellus curtus ingår i släktet Suphisellus och familjen grävdykare. Inga underarter finns listade i Catalogue of Life.